# حمرية بيروية
حمرية بيروفية (الاسم العلمي:Erythrina peruviana) هي نوع من النباتات تتبع جنس الحمرية من الفصيلة البقولية.